# Cycas hongheensis
Cycas hongheensis S.Y. Yang & S.L. Yang, 1996 è una pianta appartenente alla famiglia delle Cycadaceae, endemica della Cina.

## Descrizione
È una cicade con fusto eretto, alto sino a 1-3 m e con diametro di 12-15 cm..
Le foglie, pennate, lunghe 70-100 cm, sono disposte a corona all'apice del fusto e sono rette da un picciolo lungo 26 cm; ogni foglia è composta da 120-140 paia di foglioline lanceolate, con margine leggermente ricurvo o ricurvo, lunghe mediamente 15-20 cm, di colore grigio-verde tenue, inserite sul rachide con un angolo di 50°.

## Distribuzione e habitat
L'epiteto specifico hongheensis fa riferimento alla diffusione della specie lungo il fiume Rosso (Honghe in cinese), ad ovest della contea Gejiu, nello Yunnan.

Prospera su ripidi affioramenti calcarei a basse altitudini.

## Conservazione
La IUCN Red List classifica C. hongheensis come specie in pericolo critico di estinzione (Critically Endangered).

La specie è inserita nella Appendice II della Convention on International Trade of Endangered Species (CITES)